# John Terry (voetballer)
John George Terry (Barking, 7 december 1980) is een Engels voormalig voetballer die doorgaans als centrale verdediger speelde. Hij speelde bijna zijn gehele carrière (1998-2018) voor Chelsea, waarmee hij vijf keer de Premier League, vijf keer de FA Cup, in het seizoen 2011/12 de UEFA Champions League en in het seizoen 2012/13 de UEFA Europa League won. Terry was van 2003 tot en met 2012 international in het Engels voetbalelftal, waarvoor hij 78 wedstrijden speelde en zes keer scoorde.

## Clubcarrière
De kopsterke verdediger werd door de Chelsea-fans in het seizoen 2004/2005 uitgeroepen tot CFC-speler van het jaar. Tijdens de Champions League-finale 2008 in Moskou, miste hij de strafschop die voor Chelsea winst had betekend. Op 26 februari 2007 was er een corner waarbij Terry met een duikende kopbal wou scoren, maar Arsenal-verdediger Abou Diaby wilde de bal wegtrappen en raakte daarbij Terry's gezicht. Na 7 minuten knock-out te zijn geweest wist hij niet meer wat er was gebeurd.
Op 21 mei 2017 speelde Terry zijn laatste wedstrijd voor Chelsea. Tegen Sunderland AFC werd hij na 26 minuten (zijn rugnummer) gewisseld. Hierop gaf hij de aanvoerdersband aan de nieuwe aanvoerder, Gary Cahill. Zijn teamgenoten, inclusief doelman Thibaut Courtois vormden een erehaag richting de dug-out.

## Clubstatistieken
| Seizoen         | Club                       | Competitie      | Competitie | Competitie | Beker | Beker | Internationaal | Internationaal | Overig | Overig | Totaal | Totaal |
| Seizoen         | Club                       | Competitie      | Wed.       | Dlp.       | Wed.  | Dlp.  | Wed.           | Dlp.           | Wed.   | Dlp.   | Wed.   | Dlp.   |
| --------------- | -------------------------- | --------------- | ---------- | ---------- | ----- | ----- | -------------- | -------------- | ------ | ------ | ------ | ------ |
| 1998/99         | Chelsea                    | Premier League  | 2          | 0          | 4     | 0     | 1              | 0              | —      | —      | 7      | 0      |
| 1999/00         | Chelsea                    | Premier League  | 4          | 0          | 5     | 1     | 0              | 0              | —      | —      | 9      | 1      |
| 1999/00         | Chelsea                    | Premier League  | 0          | 0          | 0     | 0     | 0              | 0              | —      | —      | 0      | 0      |
| 1999/00         | → Nottingham Forest (huur) | First Division  | 6          | 0          | 0     | 0     | —              | —              | —      | —      | 6      | 0      |
| 2000/01         | Chelsea                    | Premier League  | 22         | 1          | 4     | 0     | 0              | 0              | 0      | 0      | 26     | 1      |
| 2001/02         | Chelsea                    | Premier League  | 33         | 1          | 10    | 2     | 4              | 1              | —      | —      | 47     | 4      |
| 2002/03         | Chelsea                    | Premier League  | 20         | 3          | 8     | 2     | 1              | 1              | —      | —      | 29     | 6      |
| 2003/04         | Chelsea                    | Premier League  | 33         | 2          | 5     | 1     | 13             | 0              | —      | —      | 51     | 3      |
| 2004/05         | Chelsea                    | Premier League  | 36         | 3          | 6     | 1     | 11             | 4              | —      | —      | 53     | 8      |
| 2005/06         | Chelsea                    | Premier League  | 36         | 4          | 5     | 3     | 8              | 0              | 1      | 0      | 50     | 7      |
| 2006/07         | Chelsea                    | Premier League  | 28         | 1          | 6     | 0     | 10             | 0              | 1      | 0      | 45     | 1      |
| 2007/08         | Chelsea                    | Premier League  | 23         | 1          | 4     | 0     | 10             | 0              | 0      | 0      | 37     | 1      |
| 2008/09         | Chelsea                    | Premier League  | 35         | 1          | 5     | 0     | 11             | 2              | —      | —      | 51     | 3      |
| 2009/10         | Chelsea                    | Premier League  | 37         | 2          | 6     | 1     | 8              | 0              | 1      | 0      | 52     | 3      |
| 2010/11         | Chelsea                    | Premier League  | 33         | 3          | 4     | 0     | 8              | 1              | 1      | 0      | 46     | 4      |
| 2011/12         | Chelsea                    | Premier League  | 31         | 6          | 5     | 0     | 8              | 1              | —      | —      | 44     | 7      |
| 2012/13         | Chelsea                    | Premier League  | 14         | 4          | 4     | 1     | 8              | 1              | 1      | 0      | 27     | 6      |
| 2013/14         | Chelsea                    | Premier League  | 34         | 2          | 1     | 0     | 12             | 0              | —      | —      | 47     | 2      |
| 2014/15         | Chelsea                    | Premier League  | 38         | 5          | 4     | 1     | 7              | 2              | —      | —      | 49     | 8      |
| 2015/16         | Chelsea                    | Premier League  | 24         | 1          | 4     | 0     | 4              | 1              | 0      | 0      | 33     | 1      |
| 2016/17         | Chelsea                    | Premier League  | 9          | 1          | 5     | 0     | 0              | 0              | —      | —      | 14     | 1      |
| 2017/18         | Aston Villa                | Championship    | 32         | 1          | 1     | 0     | —              | —              | 3      | 0      | 36     | 1      |
| Carrière totaal | Carrière totaal            | Carrière totaal | 524        | 42         | 68    | 11    | 124            | 13             | 9      | 0      | 714    | 65     |

1 N.B. Dit betreft een clubtotaal, dus een totaal van beide periodes bij Chelsea.

## Interlandcarrière
Velen verwachtten hem in het Engelse team bij het WK 2002, maar door een incident bij een nachtclub, waar ook teamgenoot Jody Morris en Des Byrne van Wimbledon FC bij betrokken waren, werd hem die kans ontnomen. Hij mocht niet meer voor Engeland uitkomen, totdat hij in augustus 2002 werd vrijgesproken.
In juni 2003 maakte Terry alsnog zijn debuut voor Engeland, in de vriendschappelijke wedstrijd in Leicester tegen Servië en Montenegro. Hij trad in dat duel na 45 minuten aan als vervanger van Steven Gerrard en speelde sindsdien regelmatig als centrale verdediger bij The Three Lions, samen met Rio Ferdinand en Sol Campbell. In 2010, vlak voor het WK, kostte een buitenechtelijke affaire Terry de aanvoerdersband in het nationale team. Dit berichtte de Engelse voetbalbond. Terry's affaire met de ex-vriendin van zijn voormalige teamgenoot Wayne Bridge, Vanessa Perroncel, werd breed uitgemeten in de Engelse pers.
Terry nam met Engeland deel aan het EK voetbal 2012 in Polen en Oekraïne, waar de ploeg van bondscoach Roy Hodgson in de kwartfinales na strafschoppen (2-4) werd uitgeschakeld door Italië. In de reguliere speeltijd plus verlenging waren beide teams blijven steken op 0-0.
Op 23 september 2012 maakte Terry bekend te stoppen als international. Begin van dat jaar werd hem de aanvoerdersband ontnomen na een vermeende racistische uitlating aan het adres van QPR-speler Anton Ferdinand. Hij werd later door de burgerrechter vrijgesproken van het vergrijp. Terry meende desondanks dat zijn positie bij de nationale ploeg nu onhoudbaar is geworden.
| Interlands van John Terry voor Engeland | Interlands van John Terry voor Engeland | Interlands van John Terry voor Engeland | Interlands van John Terry voor Engeland | Interlands van John Terry voor Engeland | Interlands van John Terry voor Engeland |
| №                                       | Datum                                   | Wedstrijd                               | Uitslag                                 | Competitie                              | Goals                                   |
| --------------------------------------- | --------------------------------------- | --------------------------------------- | --------------------------------------- | --------------------------------------- | --------------------------------------- |
| 1                                       | 03 Jun 2003                             | Engeland – Servië en M.                 | 2–1                                     | Vriendschappelijk                       |                                         |
| 2                                       | 20 Aug 2003                             | Engeland – Kroatië                      | 3–1                                     | Vriendschappelijk                       |                                         |
| 3                                       | 06 Sep 2003                             | Macedonië – Engeland                    | 1–2                                     | EK-kwalificatie                         |                                         |
| 4                                       | 10 Sep 2003                             | Engeland – Liechtenstein                | 2–0                                     | EK-kwalificatie                         |                                         |
| 5                                       | 11 Oct 2003                             | Turkije – Engeland                      | 0–0                                     | EK-kwalificatie                         |                                         |
| 6                                       | 16 Nov 2003                             | Engeland – Denemarken                   | 2–3                                     | Vriendschappelijk                       |                                         |
| 7                                       | 31 Mar 2004                             | Zweden – Engeland                       | 1–0                                     | Vriendschappelijk                       |                                         |
| 8                                       | 01 Jun 2004                             | Engeland – Japan                        | 1–1                                     | Vriendschappelijk                       |                                         |
| 9                                       | 17 Jun 2004                             | Engeland – Zwitserland                  | 3–0                                     | EK-eindronde                            |                                         |
| 10                                      | 21 Jun 2004                             | Kroatië – Engeland                      | 2–4                                     | EK-eindronde                            |                                         |
| 11                                      | 24 Jun 2004                             | Portugal – Engeland                     | 2–2                                     | EK-eindronde                            |                                         |
| 12                                      | 18 Aug 2004                             | Engeland – Oekraïne                     | 3–0                                     | Vriendschappelijk                       |                                         |
| 13                                      | 04 Sep 2004                             | Oostenrijk – Engeland                   | 2–2                                     | WK-kwalificatie                         |                                         |
| 14                                      | 08 Sep 2004                             | Polen – Engeland                        | 1–2                                     | WK-kwalificatie                         |                                         |
| 15                                      | 17 Nov 2004                             | Spanje – Engeland                       | 1–0                                     | Vriendschappelijk                       |                                         |
| 16                                      | 26 Mar 2005                             | Engeland – Noord-Ierland                | 4–0                                     | WK-kwalificatie                         |                                         |
| 17                                      | 30 Mar 2005                             | Engeland – Azerbeidzjan                 | 2–0                                     | WK-kwalificatie                         |                                         |
| 18                                      | 17 Aug 2005                             | Denemarken – Engeland                   | 4–1                                     | Vriendschappelijk                       |                                         |
| 19                                      | 08 Oct 2005                             | Engeland – Oostenrijk                   | 1–0                                     | WK-kwalificatie                         |                                         |
| 20                                      | 12 Oct 2005                             | Engeland – Polen                        | 2–1                                     | WK-kwalificatie                         |                                         |
| 21                                      | 12 Nov 2005                             | Argentinië – Engeland                   | 2–3                                     | Vriendschappelijk                       |                                         |
| 22                                      | 01 Mar 2006                             | Engeland – Uruguay                      | 2–1                                     | Vriendschappelijk                       |                                         |
| 23                                      | 30 May 2006                             | Engeland – Hongarije                    | 3–1                                     | Vriendschappelijk                       | Goal                                    |
| 24                                      | 03 Jun 2006                             | Engeland – Jamaica                      | 6–0                                     | Vriendschappelijk                       |                                         |
| 25                                      | 10 Jun 2006                             | Engeland – Paraguay                     | 1–0                                     | WK-eindronde                            |                                         |
| 26                                      | 15 Jun 2006                             | Engeland – Trinidad en T.               | 2–0                                     | WK-eindronde                            |                                         |
| 27                                      | 20 Jun 2006                             | Zweden – Engeland                       | 2–2                                     | WK-eindronde                            |                                         |
| 28                                      | 25 Jun 2006                             | Engeland – Ecuador                      | 1–0                                     | WK-eindronde                            |                                         |
| 29                                      | 01 Jul 2006                             | Engeland – Portugal                     | 0–0                                     | WK-eindronde                            |                                         |
| 30                                      | 16 Aug 2006                             | Engeland – Griekenland                  | 4–0                                     | Vriendschappelijk                       | Goal                                    |
| 31                                      | 02 Sep 2006                             | Engeland – Andorra                      | 5–0                                     | EK-kwalificatie                         |                                         |
| 32                                      | 06 Sep 2006                             | Macedonië – Engeland                    | 0–1                                     | EK-kwalificatie                         |                                         |
| 33                                      | 07 Oct 2006                             | Engeland – Macedonië                    | 0–0                                     | EK-kwalificatie                         |                                         |
| 34                                      | 11 Oct 2006                             | Kroatië – Engeland                      | 2–0                                     | EK-kwalificatie                         |                                         |
| 35                                      | 15 Nov 2006                             | Nederland – Engeland                    | 1–1                                     | Vriendschappelijk                       |                                         |
| 36                                      | 24 Mar 2007                             | Israël – Engeland                       | 0–0                                     | EK-kwalificatie                         |                                         |
| 37                                      | 28 Mar 2007                             | Andorra – Engeland                      | 0–3                                     | EK-kwalificatie                         |                                         |
| 38                                      | 01 Jun 2007                             | Engeland – Brazilië                     | 1–1                                     | Vriendschappelijk                       | Goal                                    |
| 39                                      | 06 Jun 2007                             | Estland – Engeland                      | 0–3                                     | EK-kwalificatie                         |                                         |
| 40                                      | 22 Aug 2007                             | Engeland – Duitsland                    | 1–2                                     | Vriendschappelijk                       |                                         |
| 41                                      | 08 Sep 2007                             | Engeland – Israël                       | 3–0                                     | EK-kwalificatie                         |                                         |
| 42                                      | 12 Sep 2007                             | Engeland – Rusland                      | 3–0                                     | EK-kwalificatie                         |                                         |
| 43                                      | 26 Mar 2008                             | Frankrijk – Engeland                    | 1–0                                     | Vriendschappelijk                       |                                         |
| 44                                      | 28 May 2008                             | Engeland – Verenigde Staten             | 2–0                                     | Vriendschappelijk                       | Goal                                    |
| 45                                      | 20 Aug 2008                             | Engeland – Tsjechië                     | 2–2                                     | Vriendschappelijk                       |                                         |
| 46                                      | 06 Sep 2008                             | Andorra – Engeland                      | 0–2                                     | WK-kwalificatie                         |                                         |
| 47                                      | 10 Sep 2008                             | Kroatië – Engeland                      | 1–4                                     | WK-kwalificatie                         |                                         |
| 48                                      | 19 Nov 2008                             | Duitsland – Engeland                    | 1–2                                     | Vriendschappelijk                       | Goal                                    |
| 49                                      | 11 Feb 2009                             | Spanje – Engeland                       | 2–0                                     | Vriendschappelijk                       |                                         |
| 50                                      | 28 Mar 2009                             | Engeland – Slowakije                    | 4–0                                     | Vriendschappelijk                       |                                         |
| 51                                      | 01 Apr 2009                             | Engeland – Oekraïne                     | 2–1                                     | WK-kwalificatie                         | Goal                                    |
| 52                                      | 06 Jun 2009                             | Kazachstan – Engeland                   | 0–4                                     | WK-kwalificatie                         |                                         |
| 53                                      | 10 Jun 2009                             | Engeland – Andorra                      | 6–0                                     | WK-kwalificatie                         |                                         |
| 54                                      | 12 Aug 2009                             | Nederland – Engeland                    | 2–2                                     | Vriendschappelijk                       |                                         |
| 55                                      | 05 Sep 2009                             | Engeland – Slovenië                     | 2–1                                     | Vriendschappelijk                       |                                         |
| 56                                      | 09 Sep 2009                             | Engeland – Kroatië                      | 5–1                                     | WK-kwalificatie                         |                                         |
| 57                                      | 10 Oct 2009                             | Oekraïne – Engeland                     | 1–0                                     | WK-kwalificatie                         |                                         |
| 58                                      | 14 Oct 2009                             | Engeland – Wit-Rusland                  | 3–0                                     | WK-kwalificatie                         |                                         |
| 59                                      | 03 Mar 2010                             | Engeland – Egypte                       | 3–1                                     | Vriendschappelijk                       |                                         |
| 60                                      | 30 May 2010                             | Japan – Engeland                        | 1–2                                     | Vriendschappelijk                       |                                         |
| 61                                      | 12 Jun 2010                             | Engeland – Verenigde Staten             | 1–1                                     | WK-eindronde                            |                                         |
| 62                                      | 18 Jun 2010                             | Engeland – Algerije                     | 0–0                                     | WK-eindronde                            |                                         |
| 63                                      | 23 Jun 2010                             | Slovenië – Engeland                     | 0–1                                     | WK-eindronde                            |                                         |
| 64                                      | 27 Jun 2010                             | Duitsland – Engeland                    | 4–1                                     | WK-eindronde                            |                                         |
| 65                                      | 11 Aug 2010                             | Engeland – Hongarije                    | 2–1                                     | Vriendschappelijk                       |                                         |
| 66                                      | 09 Feb 2011                             | Denemarken – Engeland                   | 1–2                                     | Vriendschappelijk                       |                                         |
| 67                                      | 26 Mar 2011                             | Wales – Engeland                        | 0–2                                     | EK-kwalificatie                         |                                         |
| 68                                      | 04 Jun 2011                             | Engeland – Zwitserland                  | 2–2                                     | EK-kwalificatie                         |                                         |
| 69                                      | 02 Sep 2011                             | Bulgarije – Engeland                    | 0–3                                     | EK-kwalificatie                         |                                         |
| 70                                      | 06 Sep 2011                             | Engeland – Wales                        | 1–0                                     | EK-kwalificatie                         |                                         |
| 71                                      | 07 Oct 2011                             | Montenegro – Engeland                   | 2–2                                     | EK-kwalificatie                         |                                         |
| 72                                      | 15 Nov 2011                             | Engeland – Zweden                       | 1–0                                     | Vriendschappelijk                       |                                         |
| 73                                      | 02 Jun 2012                             | Engeland – België                       | 1–0                                     | Vriendschappelijk                       |                                         |
| 74                                      | 11 Jun 2012                             | Frankrijk – Engeland                    | 1–1                                     | EK-eindronde                            |                                         |
| 75                                      | 15 Jun 2012                             | Zweden – Engeland                       | 2–3                                     | EK-eindronde                            |                                         |
| 76                                      | 19 Jun 2012                             | Engeland – Oekraïne                     | 1–0                                     | EK-eindronde                            |                                         |
| 77                                      | 24 Jun 2012                             | Engeland – Italië                       | 0–0                                     | EK-eindronde                            |                                         |
| 78                                      | 07 Sep 2012                             | Moldavië – Engeland                     | 0–5                                     | WK-kwalificatie                         |                                         |

## Erelijst
| UEFA Champions League | 1x | 2011/12                                     |
| UEFA Europa League    | 1x | 2012/13                                     |
| Premier League        | 5x | 2004/05, 2005/06, 2009/10, 2014/15, 2016/17 |
| FA Cup                | 5x | 1999/00, 2006/07, 2008/09, 2009/10, 2011/12 |
| Football League Cup   | 3x | 2004/05, 2006/07, 2014/15                   |
| FA Community Shield   | 2x | 2005, 2009                                  |

## Trainerscarrière
Terry is sinds 10 oktober 2018 aan de slag als assistent-coach in de technische staf van coach Dean Smith bij Premier League-club Aston Villa. Terry zette bij Villa op 37-jarige leeftijd een punt achter een rijke spelersloopbaan, waarna Smith werd aangesteld als opvolger van de ontslagen Steve Bruce wegens tegenvallende resultaten.
Op 27 mei 2019 promoveerde hij met Aston Villa naar de Premier League, na drie jaar afwezigheid op het hoogste niveau. De Nederlander Anwar El Ghazi scoorde het winnende doelpunt in de finale van de Championship-play-offs tegen Derby County, dat geleid werd door Terry's ex-Chelsea-ploeggenoot Frank Lampard.